# Peter Thyssen
Peter Thyssen (Sint-Gillis-Waas, 24 oktober 1964) is een Vlaamse musicalacteur en acteur.

## Levensloop
Thyssen was aanvankelijk vooral freelance-acteur in het theater. Later volgden ook televisieoptredens. Ook was hij van een aantal producties de schrijver en regisseur. Sinds 1999 werkt hij veel voor Studio 100, waardoor hij veel te zien en te horen is. Zijn grootste en bekendste rol is die van Big in de televisieserie Big & Betsy. Hij was ook te zien in de eerste drie seizoenen van Spring, als Claude. Ook twee grote rollen die hij in één productie heeft gespeeld zijn wolfje Wuppert en 21 jaar later wolf Baltimoor in de musical de 3 biggetjes. 
Naast het vele televisiewerk begeeft Thyssen zich anno 2025 nog steeds in het theater, zo is hij artistiek leider van Studio Theater Tsoeflurken in de gemeente Sint-Gillis-Waas. Ook speelde hij vanaf 2005 de rol van Samson, de hond in het populaire televisieprogramma Samson en Gert. In maart 2013 besliste hij met Samson te stoppen omdat hij het te druk had met ander acteerwerk. Dirk Bosschaert volgde hem op.

## Filmografie
- Postbus X (1989) - als Nelson Decibello
- Bex & Blanche (1993) - als Romeens illegaal
- Niet voor publikatie (1994) - als Paardestaart
- Wat nu weer?! (1996-1997) - als Lucas
- His & Hers (1997)
- Heterdaad (1997) - als cafetaria-uitbater
- Wittekerke (1997) - als strandjutter Phil
- De Kotmadam (1998) - als Benny Haezevoets
- De boerenkrijg (1999) - als Cyriel De Chateaubriand
- Lili en Marleen (1999) - als Rinus
- Flikken (1999) - als Mike
- Nonkel Jef (2000) - als man op het strand
- Brussel Nieuwsstraat (2000-2001) - verschillende rollen
- De grote boze wolf show (2000-2002) - verschillende rollen
- Big & Betsy (2000-2003) - als Big (stem)
- Stille Waters (2001-2002) - als bordeelhouder
- Alias (2002) - als Luc
- Wittekerke (2002) - als Herwig Palinckx
- De Kotmadam (2002) - als Piet
- Big & Betsy (2002) - als dokter
- Spring (2002-2005) - als Claude Jespers
- De Wereld is Mooi (2003-2008) - als Big (stem)
- Dennis (2003) - als Mario
- Team Spirit - De Serie (2003) - als interim
- The Fairytaler (2003-2005) - Verschillende personages (stem)
- Samson & Gert (2004) - als Tim Vie
- Witse (2004) - als Kurt Haverals
- Samson & Gert (2004) - als meneer Sproedel
- Urbain (2005) - als installateur
- De Wet volgens Milo (2005) - als Peter
- Matroesjka's (2005-2008) - als Rudi Sierens
- Halleluja! (2005-2008) - als Dieter
- Samson & Gert (2005-2013) - als Samson (stem)
- Witse (2006) - als Jacob Baert
- Spoed (2008) - als Jasper
- Hotel op stelten (2008) - als Samson (stem)
- Happy Singles (2008)
- Tinker Bell (2008) - Hamel/Clank (stem)
- Zone Stad (2008) - als Stan
- Tinker Bell and the Lost Treasure (2009) - Hamel/Clank (stem)
- De Rodenburgs (2010) - als journalist
- Aspe (2010) - als De Vleesschauwer
- Shrek Forever After (2010) - als Repelsteeltje (stem)
- Enkel Vlees (2011) - als John
- Zone Stad (2012) - als Paul Berings
- Rox (2012) - als professor Adamo
- De Kotmadam (2012) - als Willy Lathouwers
- Jabaloe (2012-2013) - als Slampie
- Crimi Clowns (2012-2018) - als Jay Peeters
- De zonen van Van As (2012-2021) - als Herman Van As
- Wolven (2013) - als Peter Bergman
- Crimi Clowns: De Movie (2013) - als Jay Peeters
- De Kotmadam (2013) - als Stan Gielen
- Binnenstebuiten (2013) - als William Verzaak
- In Vlaamse velden (2014) - als Kamiel
- Vermist V (2014) - als David Verhulst
- Aspe (2014) - als Dimitri Creemers
- Deadline 25/5 (2014) - als Ben Delrue
- Bowling Balls (2014) - als Waas
- Vossenstreken (2015) - als Rudi Borgerhoffs
- Tom & Harry (2015) - als meneer Smits
- Vlaamse Streken (2015) - verschillende rollen
- De Bunker (2015) - als Robert De Meester
- De Ridder (2015) - als Conrad Kloosters
- Professor T. (2015) - als meneer Selleslaghs
- Familie (2015-2017, 2019) - als Freddy Steenhoudt
- Coppers (2016) - als Johan Lemminck
- Crimi Clowns 2.0: Uitschot (2016) - als Jay Peeters
- Gent-West (2017) - als Claude
- Het tweede gelaat (2017) - als cipier
- Salamander (2018) - als Rudy Desemt
- Nachtwacht: De Poort der Zielen (2018) - als Roman
- Over water (2018) - als man van de golfclub
- Black-out (2020) - als Wim Verhasselt
- Zijn Daar Geen Beelden Van? (2022) - verschillende rollen
- Rewind (2022) - als de oudere Paul Peeters
- De zonen van Van As - De cross (2022) - als Herman Van As
- De Kotmadam (2023) - als Walter
- Fair Trade (2023) - als Dimitri Kremer
- Assisen (2023) - als psycholoog Marc Dejonghe
- Het geheugenspel (2023) - als Hans Vanacker
- Frakke & Jempie (2023) - als Herman Van As
- Ferry (2023) - als Pietje Pafpaf
- Alter Ego (2023) - als Jean
- Groeien & Bloeien (2024) - als burgemeester Godfried Verdikt
- Moresnet (2024) - als Marcus

## Musical
- Doornroosje (2002) - als Prins Maurice & Herbergier
- De 3 Biggetjes (2003, 2007) - als wolf Wuppert
- De Kleine Zeemeermin (2004) - als Guust Langoust
- Sneeuwwitje (2005) - als Aimé
- Pinokkio (2006, 2008) - als Fox-Trot
- Robin Hood (2012) - als de Sheriff van Nottingham
- Assepoester (2015) - als koning
- Sneeuwwitje (2016) - als Constantijn
- Beauty and the Beast (2016) - als Lefou
- Pippi zet de boel op stelten (2017) - als Vader & Koning van TakaTukaLand
- Zoo of Life (2018) - als Guido
- Iedereen Beroemd (2019) - als Vic
- Daens (2020, 2022) - als pastoor Ponnet
- The Sound of Music (2022) - als Max Detweiler
- Maria van 't Frituur, theaterstuk (2022)
- Red Star Line (2023) - als Jef
- De 3 Biggetjes (2024) - als wolf Baltimoor

## Trivia
- Hij is de vader van acteur Louis Thyssen en de neef van CD&V-politica Marianne Thyssen.